# Mudbidri
Mudbidri (en canarés: ಮೂಡಬಿದ್ರಿ ) es una ciudad de la India en el distrito de Dakshina Kannada, estado de Karnataka.

## Geografía
Se encuentra a una altitud de 122 m s. n. m. a 363 km de la capital estatal, Bangalore, en la zona horaria UTC +5:30.

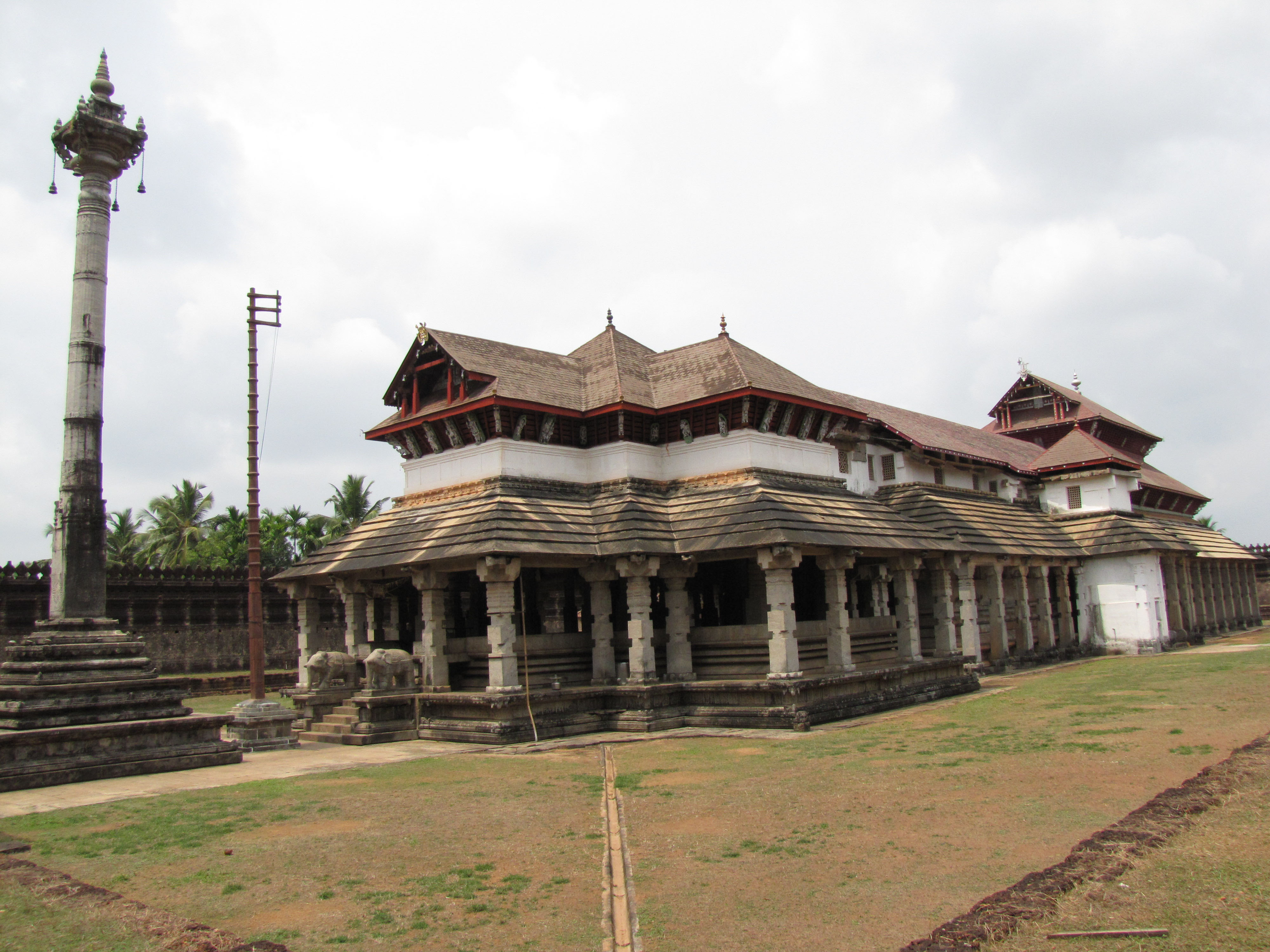
Templo jainista con la característica Manastambha.

## Demografía y religión
Según estimación 2011 contaba con una población de 38 090 habitantes. Mudbidri es una de las localidades del sur de la India donde más se practica el jainismo. En la localidad se encuentran numerosos Basadis o templos jainistas.